# I Can Lose My Heart Tonight
«I Can Lose My Heart Tonight» («Puedo perder mi corazón esta noche», en español) es el primer sencillo del álbum debut de C.C. Catch publicado en julio de 1985. La canción fue compuesta, arreglada y producida por el alemán Dieter Bohlen. El tema se incluyó en el álbum Catch the Catch publicado en 1986.

## Sencillos
7" sencillo Hansa 107 507, 07.1985
1. «I Can Lose My Heart Tonight»	  	3:50
2. «I Can Lose My Heart Tonight» (Instrumental)		3:53

12" Maxi Hansa 608 620, 1985
1. «I Can Lose My Heart Tonight» (Extended Club Remix)		5:53
2. «I Can Lose My Heart Tonight» (Versión Instrumental)		3:53

## Posicionamiento
| Listas (1985) | Máxima posición |
| ------------- | --------------- |
| Alemania      | 13              |
| Austria       | 24              |
| España        | 7               |
| Suiza         | 19              |

## Créditos
- Letra y música - Dieter Bohlen
- Arreglos - Dieter Bohlen
- Producción - Dieter Bohlen
- Diseño - Ariola-Eurodisc/Studios/Kortemeier
- Diseño de fotografía - Manfred Vormstein
- Distribución - Ariola Group

## I Can Lose My Heart Tonight '99
El 11 de enero de 1999 se publica un nuevo sencillo con dos versiones reeditadas de la canción "I Can Lose My Heart Tonight": una versión rap (Krayzee interpreta el rap) y una nueva versión vocal interpretada por la misma C.C. Catch. Además, el sencillo incluye una nueva versión vocal de la canción "Soul Survivor". Los tres temas aparecen en el álbum de 1998 "Best of '98" de C.C. Catch.

### Formatos
12" sencillo BMG 74321 66197 1, 1999
1. A1 «I Can Lose My Heart Tonight '98» (Rap Version) 	3:12
2. A2 «I Can Lose My Heart Tonight '99» (New Vocal Version) 	3:30
3. B1 «Soul Survivor '98» (New Vocal Version) 	3:38

CD Maxi BMG 74321 63326 2, 1985
1. «I Can Lose My Heart Tonight '99» (Rap Version) 	3:11
2. «I Can Lose My Heart Tonight '99» (New Vocal Version) 	3:30
3. «Soul Survivor '99» (New Vocal Version) 	3:38

### Créditos
- Voz - C.C. Catch
- Rap - Krayzee
- Letra y música - Dieter Bohlen
- Arreglos - Dieter Bohlen
- Producción - Dieter Bohlen
- Coproducción - Luis Rodríguez
- Diseño - Reinsberg, WEA, Berlín
- Distribución - BMG